# تيموثي ساندرز
تيموثي ساندرز (بالإنجليزية: Timothy Greenfield-Sanders)‏ (و. 1952  م) هو مصور، وصانع أفلام وثائقية أمريكي، ولد في ميامي بيتش.

## التعليم
تعلم في جامعة كولومبيا، وتعلم في معهد الكونسرفتوار
.

## وصلات خارجية
- تيموثي ساندرز على موقع IMDb (الإنجليزية)
- تيموثي ساندرز على موقع قاعدة بيانات الفيلم (الإنجليزية)
- تيموثي ساندرز في قاعدة بيانات الأفلام على الإنترنت